# NGC 6636-2
NGC 6636-2 (другие обозначения — UGC 11221, 7ZW 790, MCG 11-22-47, VV 368, ZWG 322.41, VV 679, KCPG 536B, KAZ 199, PGC 61780) — галактика в созвездии Дракон.
Этот объект не входит в число перечисленных в оригинальной редакции «Нового общего каталога» и был добавлен позднее.